# Attica (fumetto)
Attica è un fumetto italiano sceneggiato e disegnato da Giacomo Bevilacqua ed edito da Bonelli Editore. Il fumetto è stato promosso dallo stesso autore attraverso un tour che l'ha portato in giro per molte fumetterie italiane.  Giacomo Bevilacqua ha affermato che il fumetto nasce da un miscuglio fra ispirazioni orientali nate durante una sua permanenza in Giappone, ed elementi appartenenti alla cultura e all'attualità italiana. Un'altra caratteristica molto importante di Attica è la sua forte componente citazionistica: nei sei volumi sono presenti continui riferimenti a svariate opere di generi differenti e l'intera storia ricalca volutamente il classico di Carlo Collodi "Pinocchio"; si tratta di una scelta che viene giustificata anche a livello narrativo dall'autore. Allo stesso tempo ci sono numerosi riferimenti all'attualità politica del 2019, italiana e non solo.
Il fumetto è stato pubblicato da Sergio Bonelli Editore in formato Audace, in 6 volumi divisi in quattro blocchi usciti con cadenza mensile a partire dal 21 novembre 2019 fino al 14 maggio 2020. Nel momento del lancio, Attica è stato reso disponibile soltanto nelle fumetterie e nello shop ufficiale della Bonelli. Dal 2021 la serie è edita in Spagna da Panini Comics.

## Ambientazione
Attica, che prende il suo nome dall'omonima regione dell'antica Grecia, è una città apparentemente meravigliosa, tanto da essere considerata una meta turistica molto ambita in tutto il mondo. Il governatore di Attica è il presidente Ino, il quale per arrivare al potere si è reso responsabile morale di un genocidio atto a colpire chiunque potesse ostacolare la sua ascesa: oppositori politici ma soprattutto i "diversi", coloro che possedevano facoltà e poteri tali da minacciare il suo dominio. 
In Attica, i personaggi sono divisi in due categorie di individui: i "bordochiaro" e i "bordoscuro". I primi sono i normali esseri umani, le persone comuni, mentre i secondi sono esseri dotati di poteri sovrannaturali. I bordochiaro non possono ricordare lucidamente le loro gesta, tuttavia rimane in loro una traccia delle loro abilità che ha ispirato varie opere nel corso della storia. Tale caratteristica sovrannaturale viene chiamata "Essere". La città di Attica, rappresenta il luogo in cui nasce la stragrande maggioranza dei bordoscuro.  Il presidente Ino è l'unico personaggio a non appartenere a nessuna delle due categorie: egli è infatti costituito da puro essere, non ha una componente mortale e per questo non può essere eliminato quasi in alcun modo.

## Trama

### Capitolo 1
Nel Prologo, un bambino, Ivan "Lo scemo" tiene un discorso nella piazza di Attica, città stato della Grecia. Egli sostiene che a breve "Cinque Simboli" arriveranno e abbatteranno le mura della città ponendo fine alla tirannia del Presidente Ino, prima di essere catturato. Il tutto mentre viene visto da una misteriosa figura incappucciata circondato da schermi e computer.
New York, la giovane detective privata Kat Scandaglia viene contatta da una cliente che vorrebbe assumerla per avere prove del tradimento del marito al quadruplo della sua tariffa. Su consiglio del suo misterioso amico S,  che lei non ha mai incontrato e che le comunica soltanto attraverso messaggi su telefono, Kat accetta, anche perché ha bisogno di soldi per poter visitare Attica, città che da sempre la affascina, nonostante le ultime puntate di "Mappamondo", programma condotto da Aureliano, stia rivelando il marcio che si nasconde al suo interno. Una volta trovato il marito della cliente però, viene attaccata da questi, sotto l'influenza di un misterioso individuo, il quale sembra trasformarlo in un mostro solo parlandogli. 
Contemporaneamente Aiden, atleta e combattente, ha tra i suoi allievi della palestra da lui gestita la donna che ha assunto Kat e, avendo scoperto che subiva abusi dal marito era andato a casa sua per spiegazioni, imbattendosi nel marito e nel misterioso figuro, rischiando di morire e scoprendo la faccenda della detective.
Aiden giunge in tempo per salvare Kat la quale, vista la sua intelligenza, capisce chi è e che sta succedendo, scoprendo inoltre che l'angioma che il giovane ha sul petto è un simbolo incitando a premerlo. In un primo momento non accade nulla, ma poi Aiden si trasforma in Foxtail, un essere simile ad un supereroe, che con facilità ferma l'uomo trasformato. Il misterioso individuo, però riesce a scappare non prima di aver fatto delle foto dei due.
Finita questa storia, Kat e aiden vanno nella casa di lei e, toccandogli il simbolo, hanno entrambi visioni che gli rivelano un'incredibile verità: i due non solo si conoscevano già da bambini, ma entrambi provengono da Attica! Kat è sconcertata, specie dopo aver capito che Aiden è "Il Marchio", uno dei Cinque Simboli che S gli ha rivelato essere utili per salvare Attica e le persone che ci vivono, mentre lei è "l'Occhio". Ha inizio così il viaggio verso Attica e la sua riconquista. 

### Capitolo 2
Il capitolo si apre con Mappamondo, in cui Aureliano continua a rivelare i retroscena e le inquietanti verità di Attica, oltre a raccontare di come la dittatura instauratasi controlli le informazioni e le filtri per far vivere i suoi cittadini in una bolla. Kat riceve un messaggio da S., in cui le chiede di cercare un altro Simbolo, dandogli il nome: Cilla Bleu. Lei e Aiden vanno alla sua ricerca, sebbene il secondo accetti controvoglia. Dopo essere passati dalla nonna di Aiden per prepararsi, quest'ultima saluta la nuova amica del ragazzo con una frase criptica ("Occhi sempre aperti") lasciando intendere che sappia qualcosa. Purtroppo per loro anche il losco figuro incontrato nel capitolo precedente, il cui nome si scopre essere JimmyJimmy, ha scoperto il nome di Cilla e contatta un suo conoscente, il cacciatore Humbert, per avere informazioni, ottenendole. 
Intanto la scena si sposta in un college, in cui si scopre che Cilla è una studentessa che vende illegalmente delle pozioni "miracolose" ai suoi compagni, e ha una relazione con la sua compagna di stanza Gioia Maina, figlia di un potente boss della malavita. Uno dei suoi compagni gli chiede una delle sue pozioni, ma mentre la prepara scatta alcune foto e poco dopo si scopre essere sotto il controllo di JimmyJimmy, il quale le usa, assieme al suo potere, per controllare la rettrice del campo e Vito Maina, il padre di Gioia, in modo da eliminare Cilla.
Kat e Aiden arrivano in tempo al college per trovare e conoscere Cilla, la quale ha un flashback e sembra ricordarli, ma sopraggiunge Vito, ora furioso, che cerca di eliminarli assieme ai suoi sgherri. Qui Cilla, d'istinto, agita la bacchetta e pronuncia una frase che blocca sia Vito che Aiden, scoprendo di avere poteri magici. Aiden, trasformatosi in Foxtail, comunica a quest'ultimo di proteggere le ragazze e di scappare, dando inizio ad una rocambolesca fuga per il college in cui i tre vengono braccati dalla sicurezza e gli uomini di Vito. Vicino all'uscita, tuttavia, Vito, ancora sotto il controllo di JimmyJimmy, minaccia Gioia con una pistola. Cilla interviene e salva Gioia ma, a causa di un ordine mal impartito, costringe l'uomo a spararsi davanti alla figlia. Quest'ultima, furiosa e addolorata, la minaccia e la caccia via, costringendo la giovane ad andare via con Kat e Aiden.
In una pizzeria di un amico di Kat, i tre scoprono che Cilla è "il Dono" e, toccando la sua bacchetta, Kat ha un'altra visione, che rivela altre informazioni ai ragazzi: S è Strom, un misterioso individuo di mezza età che ha preso con sé Kat e Aiden, mentre Cilla gli venne consegnata da Willt, un potente mago che aveva consegnato la sua bacchetta alla bambina e aveva permesso loro la fuga dalla città, in piena guerra civile contro i sostenitori di Ino. Dopo queste rivelazioni, il gruppo deve scappare, essendo ricercati per quanto accaduto al college e, grazie ad S., riceve dei biglietti per Londra, in modo da trovare il prossimo Simbolo,  "la Guida". JimmyJimmy non riesce a fermarli e per questo il presidente Ino lo esilia da Attica, con sua enorme rabbia. Siccome Ino sa che stanno andando a Londra, anche lui contatta Humbert, al quale chiede se vi sono "Scuri" nella città, al che questi mente dicendo di non averne trovati, mentre una strana creatura simile ad un cane, Neto, lo riconosce e attende una sua mossa.

### Capitolo 3
Neto, la misteriosa creatura, vive assieme ad una famiglia spacciandosi per un cane, dove a modo di vedere la puntata di Mappamondo in cui Aureliano racconta della terribile purga attuata quindici anni prima dall'attuale presidente Ino. Parte un flashback in cui si scopre che Neto, assieme ai suoi amici Longar e Ponteye, stava scappando per raggiungere il jet di Strom, ma furono intercettati da Humbert, il quale catturò gli amici di Neto e gli procurò la cicatrice a X che ha sul volto. Raggiunto Strom, Neto lo supplicò di fare qualcosa, ma era tardi e furono costretti a lasciarli indietro. Strom gli mostra i bambini e gli spiega come gli cancellerà la memoria e di come li farà crescere, ma quando sarà il momento la creatura dovrà far loro da guida, per riportarli ad Attica e far compiere il loro destino. Poco dopo Neto vede un notiziario in cui vengono mostrati Kat, Aiden e Cilla, ancora ricercati e, riconoscendoli, capisce che deve aspettarsi il peggio.
I tre, camuffati dalla magia di Cilla, arrivano a Londra e, su istruzioni di S., prima si recano in un negozio gestito dal Professor Ø, il quale dona a Aiden un guanto appartenuto a suo padre Takeshi Mite, noto attore giapponese degli anni '80 scomparso quindici anni fa ad Attica, e un Tinycube, oggetto simile a quelli usati dal Cacciatore. Dopodiché i tre raggiungono la casa dove si trova Neto ma questi, rivelatosi capace di parlare a tutti e di non essere un cane, ma un Morpher,  si rifiuta categoricamente di aiutare i ragazzi, specie se a chiederglielo è Strom. 
Vedendoli entrare Humbert si trova costretto ad intervenire e attaccare i tre, mostrando di avere il potere di creare qualsiasi tipo di arma. Inizialmente Cilla e Aiden, trasformato in Foxtail, gli tengono testa, ma il Cacciatore tira fuori due Tinycubes e Neto, con orrore, scopre che fine hanno fatto i suoi amici: Humbert li ha tenuti per anni in quelle trappole, facendoli uscire di tanto in tanto per fargli mantenere le loro forme "Morphing" e torturandoli per tenerli sotto controllo. Con i due al suo fianco il Cacciatore ha di nuovo il vantaggio ma Neto, scappato con i due padroncini, torna in casa e, dopo aver spiegato a Cilla e Foxtail come battere i due Morpher, scarica quindici anni di rabbia repressa contro Humbert con un raggio di energia che spinge al limite l'uomo. Sconfitti i Morpher, Cilla da a Neto il loro Tinycube (che avrebbero dovuto usare qualora si fosse rifiutato di andare con loro ma non sapevano come usare), che egli usa per imprigionare Humbert, come punizione per quello che ha fatto ai suoi amici. Dopo aver salutato i suoi padroncini, si unisce alla squadra: è tempo di raggiungere Attica!

### Capitolo 4
Nella puntata di Mappamondo che apre il capitolo, Aureliano annuncia l'uscita del suo nuovo libro, in cui racconta quindici anni di luci e ombre dell'attuale governo, mostrando in anteprima una foto che vede Ino in compagnia di suo padre. Ino furioso, vorrebbe cancellare la trasmissione, ma Aureliano ha troppo potere e agganci per poter fare qualcosa. Lasciato solo, Ino ha ricordi della sua infanzia con il padre, mostrando come egli fosse preoccupato di come le "nuove generazioni" li stessero mettendo da parte e dimenticando, ma l'uomo rassicura il piccolo, ricordandogli di quanto lui fosse "speciale", rispetto agli altri.
La scena si sposta sui protagonisti, in viaggio verso Attica, e qui Neto rivela la loro natura: tutti loro sono Bordoscuri, o semplicemente Scuri, individui sviluppatisi a fianco degli uomini, detti Bordochiari. Parte di loro è nata dall'incoscio collettivo dei Chiari, e sono tutti dotati di un Essere, un'anima, trasmessa dai genitori o in modo casuale, la quale però non muore, ma si trasmette a individui con caratteristiche simili tra loro o tramite un respawn. 
Gli umani all'inizio non erano a conoscenza della loro esistenza, considerando che la loro presenza svanisce dalla mente in poco tempo, ma tracce di loro erano presenti in storie, videogiochi, fumetti e film, e con l'arrivo della tecnologia ora il mondo sta venendo a conoscenza della verità. Neto rivela che Ino ha avviato una purga ad Attica perché era il "punto Zero", il luogo da cui hanno avuto origine la maggior parte degli Scuri, e che Ino è speciale perché appartiene ad una categoria superiore: è un Perpetuo, perché se il resto degli scuri è composto di carne e Essere, lui è composto unicamente da Essere, pertanto immortale.
Arrivati al porto, i quattro vengono caricati su un furgoncino da delle guardie per dei controlli in vista della "Festa del Padre", evento in cui Ino si mostra la pubblico e dedicato a suo padre. Dentro la vettura Aiden e Cilla, contro il parere di Neto, mettono K.O le guardie, ma ne farlo ribaltano l'autovettura. In loro aiuto arriva una guardia, che si scopre essere Arsen Loop, Scuro trasformista a capo della ribellione. Sulla via della città questi racconta loro di come abbia creato un gruppo di rivolta assieme ad un altro Scuro, Stein, capace di rigenerarsi, ma morto anni fa a causa di una bomba messa su un ragazzino che stavano salvando. Loop inoltre rivela ai ragazzi che Strom è sempre stato ad Attica, e l'unico che conosce l'ubicazione della sua base è Neto.
Arrivati alle favelas che circondano la città, dove vivono tutti i reietti e coloro che si sono opposti alla dittatura, ai quattro viene data una stanza e discutendo sul da farsi, Kat rivela di aver capito i piani di Strom: ognuno di loro è stato dato a qualcuno o messo in uno specifico luogo per poterli indirizzare e sviluppare il loro Essere. Kat in un orfanotrofio, in modo che fosse sola e non avesse altro che osservare gli altri, Cilla con due genitori violenti e alcolizzati per sviluppare la sua propensione alle pozioni e ad uccidere (infatti lascia intendere di averli eliminati proprio con i suoi intrugli), mentre Aiden con una vecchia e ricca signora per dargli mezzi e denaro necessari a farlo diventare un grande guerriero. Ovviamente i tre non prendono ben la cosa, ma Neto, con il suo solito modo di fare brusco, gli spiega che tutti in vita vengono condizionati, ma loro sono giovani e una volta terminato tutto questo, potranno essere artefici del loro destino.
Quella sera, il gruppo capitanato da Loop riesce a fatica ad attraversare le mura e entrare in città. Kat osservando ciò che la circonda, capisce che Aureliano aveva ragione e che la società è priva di amore e compassione, a causa del lavaggio del cervello subito da Ino e i suoi. Purtroppo vengono scoperti quasi subito e costretti alla fuga, ma riescono a raggiungere il covo di Strom grazie a Neto. Giunti al covo, S. si presenta a loro ma, come intuito da Neto, S. non è Strom, bensì Stein, sopravvissuto al kamikaze ma con la faccia piena di cuciture.
Ora ogni pezzo è al suo posto: la riconquista di Attica è appena iniziata!

### Capitolo 5
Il capitolo si apre con l'ultima puntata di Mappamondo, in cui Aureliano, oltre a continuare con le aspre critiche al governo di Attica, decide di rivelare al mondo l'esistenza degli Scuri, le principali vittime dell'operato di Ino e si rivela per chi è realmente: Ambrosio Aureliano Settimo Artorio, il re dei Bordoscuro.
Stein, intanto, su pressioni di un Loop furioso per avergli tenuto nascosto il fatto che era ancora vivo, racconta a tutti i retroscena e il vero piano di Strom. Infatti, anche Stein fu usato dall'uomo, che lo aveva abbandonato in Italia in modo che Loop lo trovasse e insieme creassero la rivolta, e fu sempre Strom a ritrovarlo dopo l'esplosione e, come rivela, a salvarlo ricucendo ciò che rimaneva di lui e trapiantandogli pezzi e organi di altri Scuri morti. Stein rivela di essere l'ultimo Simbolo, "L'Arma", creato per poter uccidere Ino. È sempre stato lui a organizzare la catena di eventi che hanno permesso ai quattro di riunirsi e raggiungere la città, e di averli controllati per volere di Strom. Infine conferma quello che tutti avevano già intuito, ossia che Strom è morto, subito dopo averlo ultimato donandogli la sua mano e il suo potere. Ora il piano prevede che si introducano mascherati alla Festa Del Padre, in modo da avvicinarsi a Ino e permettere a Stein di ucciderlo.
Il giorno arriva, ma purtroppo per i simboli, tutto andrà a rotoli. Infatti Ino aveva intuito che tra loro Aiden fosse un anello debole grazie alle informazioni di JimmyJimmy e sfrutta la sua arma segreta, ossia Foxcatcher, che altri non è se non il padre di Aiden, Takeshi Mite, tenuto vivo ma torturato e plasmato in modo che attivasse il marchio e divenisse un servo fedele di Ino grazie all'equipe del Dr. Sotutto, il "dottore" personale del presidente. Vedendolo Aiden si butta contro il padre, ma viene facilmente sconfitto, mentre Stein viene decapitato, non prima di aver staccato a morsi due dita a Ino, le quali però non ricrescono. Il gruppo viene catturato, ma Cilla, seppur ferita, riesce a fuggire.
Rinchiusi nelle segrete, Neto e Kat incontrano un personaggio apparso all'inizio della storia, Ivan, e decidono di organizzarsi per liberarsi, con il Morpher che proverà a far tornare in sé i suoi amici, mentre Kat prova a portare Humbert, ancora richiuso ne Tinycube, a unirsi a loro, avendolo già fortemente colpito al loro primo incontro. Aiden invece deve vedersela con il suo mostro interiore per diventare più forte e sconfiggere il padre.
Cilla, svenuta in una foresta per le ferite, viene soccorsa da Willt, il suo mentore, il quale la costringe, una volta ripresasi, a ricordare tutto il dolere di una vita e lasciarsi andare in un pianto liberatorio. Dopo questo evento catartico, la ragazza si prepara per andare in soccorso dei suoi amici e invita il maestro a fare altrettanto, sebbene gli resti poca magia.
Intanto Ino tortura Stein, il quale è ancora vivo nonostante la decapitazione, il quale lo informa della morte di Strom e lo punzecchia facendo commenti su suo padre. Furioso, Ino lo decapita di nuovo e si reca in una stanza do ve è tenuto il copro del padre sotto ambra, rivelando la sua vera identità: egli è Pinocchio, ormai stufatosi di essere sotto a qualcuno e di essere considerato un idiota da tutti, mentre la sua natura di Perpetuo è dovuto al fatto che egli è nato da un tronco di legno.
Il giorno dopo, la piazza del palazzo è pronta per l'esecuzione capitale dei giovani, in modo da farne un esempio, ma ciò che Ino non sa è che Aureliano è ad Attica e si sta preparando alla contromossa. La battaglia per il controllo della città si sta per concludere!

### Capitolo 6
Aureliano, assieme a Loop, riesce ad infiltrarsi nel sistema di comunicazione, disattivando il sistema che bloccava il filtraggio di informazioni di Attica. In questo modo il mondo scopre che razza di persona sia Ino, avendo praticamente rivelato al mondo di aver compiuto un genocidio e di star per uccidere dei ragazzini che si nono messi contro di lui. La situazione per Ino crolla e a nulla servono le parole del suo assistente Lucho per farlo ragionare, ma ormai i ragazzi attuano il loro piano e Neto evoca Longar e Ponteye, i quali li liberano. 
Aiden si trasforma in Foxtail e affronta Foxcatcher, ma stavolta è il primo a vincere, visto che ora i due sono in sintonia tra loro. Foxtail riesce a sconfiggere e ad uccidere, seppur a malincuore, il padre, il quale però sapeva che sarebbe dovuta andare così, in quanto non possono esistere due marchi contemporaneamente e sarebbero morti entrambi. Prima di dissolversi, Takeshi ha un ultimo dialogo con il figlio, dichiarandosi fiero di lui e augurandogli di diventare il miglior Marchio del mondo.
Kat, Neto e Stein entrano a palazzo per affrontare Ino, mentre Foxtail, Gygar e Bombdrop (le versioni Morph dei due) tengono impegnati i cittadini impazziti a causa di un sistema attivato dal dottor Sotutto, che replica il potere di JimmyJimmy. In loro aiuto dapprima arriva Humbert, liberato da Kat e convinto da questa a ribellarsi a Ino, poi sopraggiungono Cilla, Loop, Willt e Aureliano a dare man forte. I tre uomini entrano a palazzo, mentre Stein e Neto provano a lottare contro Ino, ma vengono facilmente sconfitti, costringendo Kat a fuggire fino alla stanza in cui si trova il cadavere di Geppetto, il padre di Pinocchio. Aureliano raggiunge Pinocchio e lo affronta, mentre Loop recupera il sistema che disattiva gli altoparlanti dopo aver ucciso Sotutto, e facendo tornare i cittadini alla normalità.
Mentre Pinocchio e aureliano lottano, Willt cura Stein e Neto, i quali poi portano fuori Pinocchio e lo costringono a lottare contro tutti loro. La battaglia è estenuante, e aureliano gli rivela che ormai ha perso: le mura di Attica sono crollate e la ribellione ha avuto inizio, mentre i cttqadini scoprono la reale natura del loro presidente, disgustati.
Pinocchio, messo alle strette, non fa altro che mentire e giustificarsi, ma Kat usa il suo potere e scopre cosa stia nascondendo il burattino: anni fa Stromboli, il vero nome di Strom, aveva comunicato a Geppetto che dovevano togliere di mezzo Pinocchio, perché si stava ribellando alle loro regole. Geppetto voleva portarlo via, ma Pinocchio, sotto l'influenza di Lucho e JimmyJimmy, decise di ucciderlo, crescendo e attuando i suoi piani per conquistare Attica. Kat capisce che ciò che ha fatto è stato per nascondere il suo parricidio e senso di colpa, ma Pinocchio, sebben mezzo distrutto per colpa di stein, non si arrende e nega tutto, tentando di uccidere Kat. La giovane però si salva quando Aureliano si pone tra le e Pinocchio, venendo colpito ma dando a Stein l'occasione di divorare Pinocchio, uccidendolo definitivamente. Aureliano, a causa della ferita subita, muore poco dopo, ma felice di aver sdalvato la città e conscio che le nuove generazioni daranno a tutti un futuro migliore.
Tempo dopo, vengono mostrati i destini di tutti: Aiden e Kat, che ora sono legati tra loro, tornano a New York, riprendendo le loro vite e collaborando per combattere il crimine quando necessario; Cilla rimane ad Attica con Willt, che le insegnerà come usare la magia per curare anziché uccidere; Stein torna ad agire nell'ombra finché il mondo non accetterà completamente gli Scuri, mentre Neto, assieme ad un ravveduto Humbert, diventerà assistente del neo presidente e Re dei Bordoscuro: Ivan.
Attica è libera!
Nelle scene finali vengono mostrati Lucho e JimmyJimmy che si recano in un paesino in Italia per recuperare qualcosa, ossia Pinocchio, che ha attivato il suo respawn ed è tornato ad essere un tronco parlante. 

## Personaggi

### Personaggi principali
- Kat Scandaglia: una ragazzina cresciuta in orfanotrofio e completamente priva di amici: il suo unico rapporto rilevante è quello con S, misterioso personaggio che lei non ha mai incontrato e che le comunica soltanto attraverso un telefonino. Seppur sia al tempo stesso abbastanza puerile, Kat è dotata di un'intelligenza molto fine che le permette di interpretare persone e situazioni con un semplice colpo d'occhio. Viene spesso definita come "gli occhi del gruppo".[5]
- Aiden/Foxtail : orfano cresciuto da un'anziana e ricca signora, Aiden è da anni un formidabile combattente che preferisce usare le arti marziali in maniera altruistica piuttosto che offensiva. Titolare di una palestra da diverso tempo, egli incontrerà per caso Kat e sarà quasi obbligato a seguirla nell'avventura verso Attica. Oltre ad essere un abile combattente, Aiden possiede anche un "angioma" nel petto: un marchio sulla pelle che, se attivato, lo trasforma in Foxtail, una sorta di supereroe somigliante ad una volpe. Il suo design è ispirato ai celebri eroi giapponesi Tokusatsu.[6] Foxtail è incredibilmente forte e rapido nei movimenti, tanto da poter uccidere una persona con un pugno se lo volesse. Ha una personalità tutta sua, distaccata da Aiden, parla in terza persona e non brilla di intelligenza. Aiden dovrà faticare non poco per controllarlo e comunicare con lui.
- Cilla Bleu : universitaria dedita alla produzione di miracolose pozioni che vanno a ruba fra i suoi colleghi, Cilla è in realtà una strega, la cui magia viene incanalata non nelle pozioni ma in una bacchetta magica che lei usa come semplice fermacapelli. Dotata di una certa propensione all'omicidio, Cilla verrà definita come portatrice di un "dono che non sa di possedere" e si unirà a Kat e Aiden nella loro missione. Non si cura molto nell'uso della sua magia, in quanto non esita ad uccidere o usare incantesimi pericolosi sui nemici. È Lesbica, e prima che gli altri la trovassero aveva una storia con una sua compagna di college, finita in tragedia a causa sua.
- Neto: esplicito riferimento ai Pokémon[senza fonte], Neto è una sorta di animale parlante che accompagnerà i ragazzi ad Attica. È un individuo decisamente sboccato e talvolta volgare, con la passione per le canne e la birra, oltre che per i porno. Tuttavia, la sua esperienza di vita e le sue abilità, molto simili a quelle dei veri Pokémon, saranno molto utili per la buona riuscita della missione.
- Strom: burattinaio con l'abilità di controllare ed organizzare il comportamento altrui, Strom è il vero organizzatore di quello che sarà il piano per la riconquista di Attica. Per sua natura può tuttavia soltanto governare dall'altro, non entrerà dunque nella vicenda vera e propria.
- Ino: presidente di Attica e responsabile morale del genocidio dei Bordoscuro, Ino è un essere immortale che riesce a riformare qualsiasi parte del suo corpo qualora venga ferito o smembrato. Può essere ucciso soltanto da Stein. Per sua natura, tuttavia, il presidente Ino è costretto a circondarsi dei collaboratori per poter governare Attica, sebbene non sempre dia ascolto ai consigli di questi ultimi.
- Stein: creatura formata da pezzi di cadavere e proprio per questo immortale, Stein è l'unico essere in grado di uccidere il presidente Ino. Come suggerisce il nome, è una citazione alla creatura del romanzo Frankenstein di Mary Shelley.

## Albi
| Nº | Data di pubblicazione |
| -- | --------------------- |
| 1  | 21 novembre 2019      |
| 2  | 12 dicembre 2019      |
| 3  | 16 gennaio 2020       |
| 4  | 20 febbraio 2020      |
| 5  | 12 marzo 2020         |
| 6  | 14 maggio 2020        |